# William M. Steele

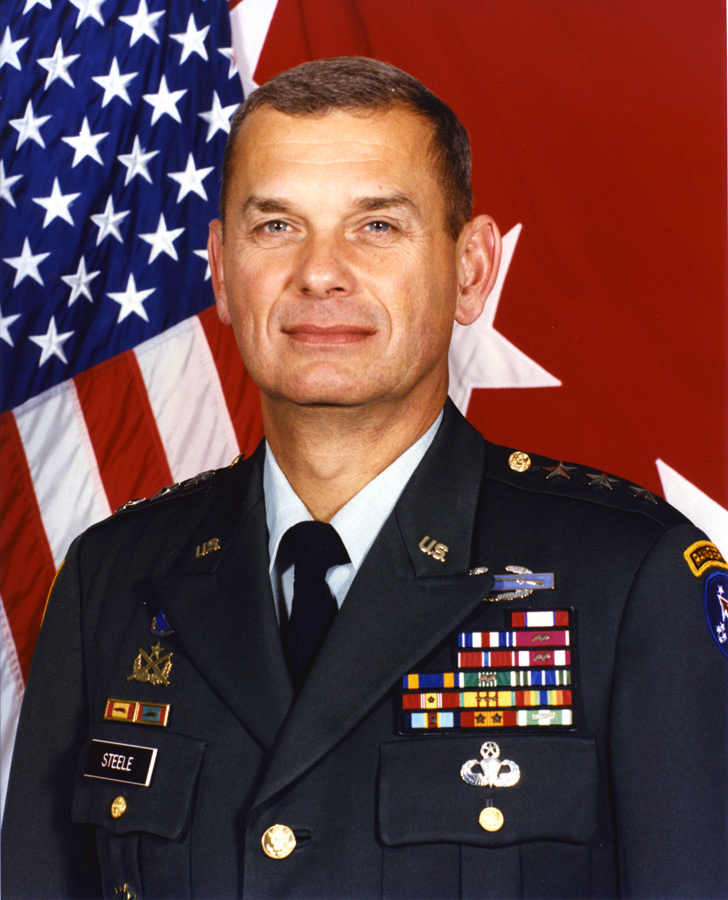
William M. Steele

William Michael Steele (* 24. Juli 1945) ist ein pensionierter Generalleutnant der United States Army. Er kommandierte unter anderem die United States Army Pacific.
Im Jahr 1967 beendete er ein Studium an der Militärschule The Citadel in Charleston in South Carolina. Nach seiner Graduation wurde er als Leutnant in das Offizierscorps des US-Heeres aufgenommen. In der Armee durchlief er anschließend alle Offiziersränge bis zum Dreisterne-General.
In seinen jüngeren Jahren absolvierte er den für Offiziere in den niederen Rangstufen üblichen Dienst in verschiedenen Einheiten und Standorten. Im weiteren Verlauf seiner Karriere hatte er Kommandos auf fast allen militärischen Ebenen inne. Er war unter anderem in Deutschland bei der 3. Panzerdivision stationiert. In den Jahren 1969 und 1970 nahm er am Vietnamkrieg teil. Dabei wechselte er zur Infanterie. Entsprechend seinen höheren militärischen Rängen wuchs auch die Bedeutung der von ihm kommandierten Einheiten. Er war unter anderem Bataillonskommandeur beim 504. Fallschirmjägerregiment in Fort Bragg, Stabsoffizier beim U. S. Army Training and Doctrine Command, stellvertretender Kommandeur des Army Infantry Centers in Fort Benning und Stabsoffizier in der 8. Infanteriedivision. Zu den von ihm besuchten Militärschulen gehörten das Command and General Staff College (1978), die Webster University (1980) und das National War College (1984).
Vom 21. Mai 1993 bis zum 10. März 1995 hatte William Steele das Oberkommando über die 82. Luftlandedivision und vom 25. Juli 1996 bis zum 19. Oktober 1998 kommandierte er die United States Army Pacific mit Hauptquartier in Fort Shafter auf Hawaii. Vom 23. Oktober 1998 bis zum 25. Juli 2001 kommandierte er das Combined Arms Center in Fort Leavenworth wozu auch das Command and General Staff College gehört. Anschließend ging er in den Ruhestand.
Nach seiner Pensionierung arbeitete er in der Verteidigungs- und Rüstungsindustrie und wurde Mitglied in einigen Firmenvorständen. Im Jahr 2006 eröffnete er eine eigene Firma (Osprey Bay, LLC,), die ebenfalls auf diesem Sektor tätig ist. Außerdem gehört er einigen Vereinigungen und Organisationen seiner alten Militärschule The Citadel an. 

## Orden und Auszeichnungen
William Steele erhielt im Lauf seiner militärischen Laufbahn unter anderem folgende Auszeichnungen:
- Army Distinguished Service Medal
- Silver Star
- Defense Superior Service Medal
- Legion of Merit
- Bronze Star Medal
- Meritorious Service Medal
- Air Medal
- Army Commendation Ribbon
- Army Achievement Medal
- National Defense Service Medal
- Vietnam Service Medal
- Army Service Ribbon
- Army Overseas Service Ribbon
- Gallantry Cross (Südvietnam)
- Civil Actions Medal (Südvietnam)
- Vietnam Campaign Medal (Südvietnam)
- Combat Infantryman Badge